# PEAR1
Receptor 1 de agregación plaquetaria endotelial o Platelet Endothelial Aggregation Receptor 1 en inglés, es un receptor presente en las plaquetas que es responsable de la señalización que deriva en los contactos células-célula independientemente de la activación plaquetaria o de la agregación de estas. Está localizado en el cromosoma 1 de humanos en la posición rs12041331 y tiene un total de 7 transcritos, 115 ortólogos y 1 parálogo: DLK1

## Enfermedades relacionadas

### Ateroesclerosis
Un estudio publicado en 2021 en la revista Nature Communications pone de manifiesto la indudable participación del gen PEAR1 en el desarrollo de ateroesclerosis en pacientes euroamericanos y afroamericanos. Los autores describieron la co-localización de loci situados en regiones no codificantes del genoma (intrones) implicados en la formación de agregados de plaquetas (ateroesclerosis) en respuesta a diferentes dosis de ADP, epinefrina y colágeno, todo ello gracias al empleo de eQTL, datos de RNA-seq obtenidos de plaquetas de 180 pacientes, estudios epigenéticos y búsqueda en bases de datos preexistentes.
Se identificaron polimorfismos para los genes PEAR1 y RGS18. El primero únicamente tenía un SNP, mientras que para el segundo se observaron un gran número de variantes relacionadas con la enfermedad.
Respecto al alelo menor de PEAR1, es conocido por provocar una disminución de la agregación plaquetaria debido a los bajos niveles de expresión del gen, y por tanto, de la proteína que codifica. En este estudio se encontró evidencia de su relación con un incremento en la posibilidad de desarrollar hemorragias gastrointestinales de hasta 6 veces por encima de lo normal, debido a un descenso en el fenómeno de agregación plaquetaria inducida por una menor expresión del gen.

### Síndrome del agregado de plaquetas "Sticky platelet syndrome"
El Sticky platelet syndrome no está asociado a la presencia o acción de un gen especifico, si bien existen estudios que relacionan a PEAR1 con el desarrollo de la enfermedad.

### Alergia a la aspirina
PEAR1 puede estar implicado en el fenómeno de reacción alérgica a este fármaco.